# Trường trung học Dąbrówka (Poznań)

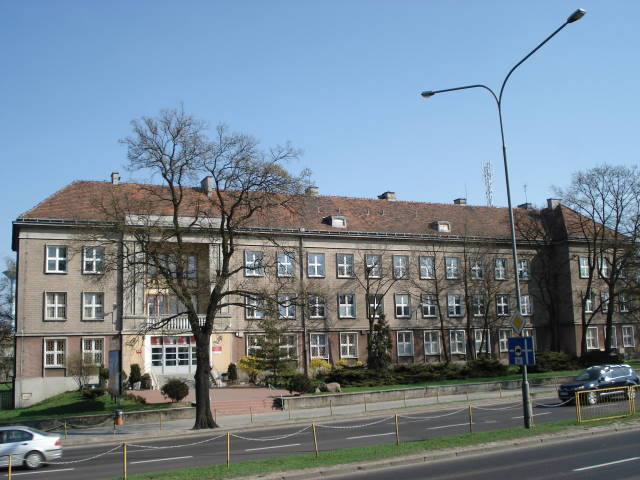
Tòa nhà trường Dąbrówka

Trường trung học Dąbrówka ở Poznań (tên chính thức bằng tiếng Ba Lan: VII Liceum Ogólnokształcące im. Dąbrówki w Poznaniu, trong phiên bản rút gọn còn được gọi là VII LO hay thông thường đơn giản là Dąbrówka) là một trường công lập, nằm ở quận Poznań của Jeżyce. Trường cung cấp chương trình giáo dục cho thanh thiếu niên trên 15 tuổi. Được thành lập vào năm 1919, cho đến năm 1967, nó chỉ hoạt động như một cơ sở chỉ dành cho nữ sinh. Ngôi trường này có hai đặc điểm khác biệt. Một là cùng với một trường trung học tên là Gimnazjum Dwujęzyczne im. Dąbrówki, tạo thành một đơn vị hành chính và giáo dục chung, tên chính thức là Zespół Szkół Ogólnokształcących nr 10. Một điều nữa là từ năm 1994, trường cung cấp một chương trình giảng dạy song ngữ, tiếng Ba Lan-Đức, với điều kiện đầu ra bao gồm chứng chỉ tiếng Đức Spchesachriplom II. Về hiệu suất giáo dục, trường được xếp hạng thuộc các trường tốt nhất ở Poznań. 

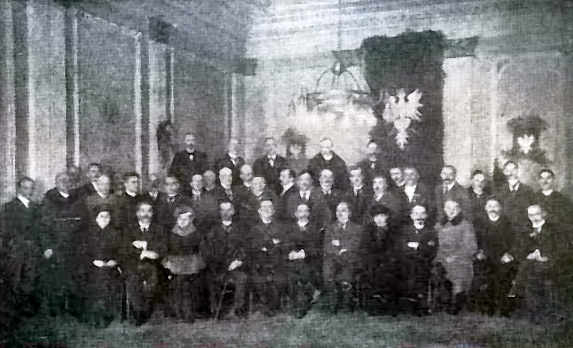
Naczelna Rada Ludowa, 1918

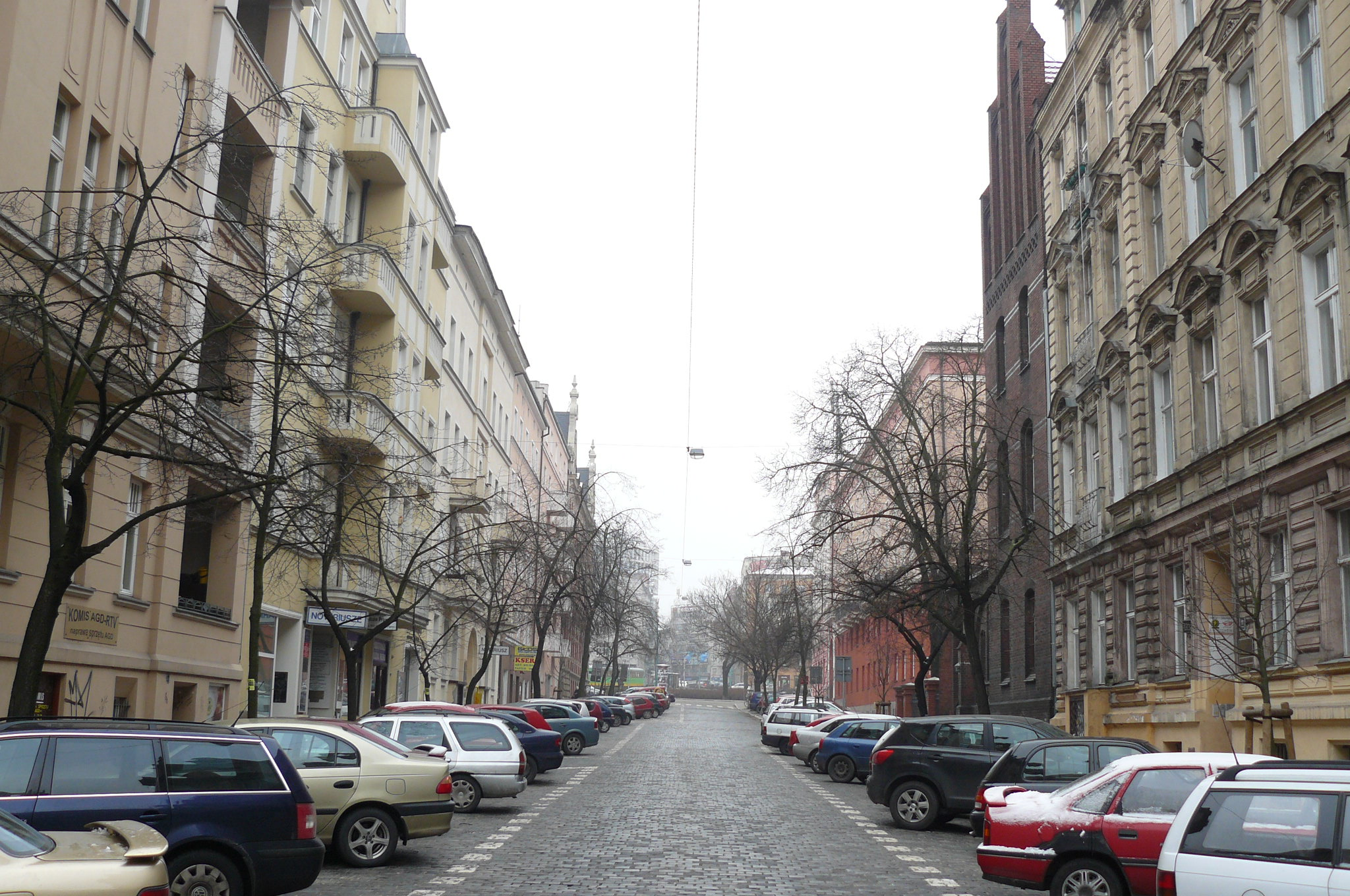

## Trường Dąbrówka (1919-1939)

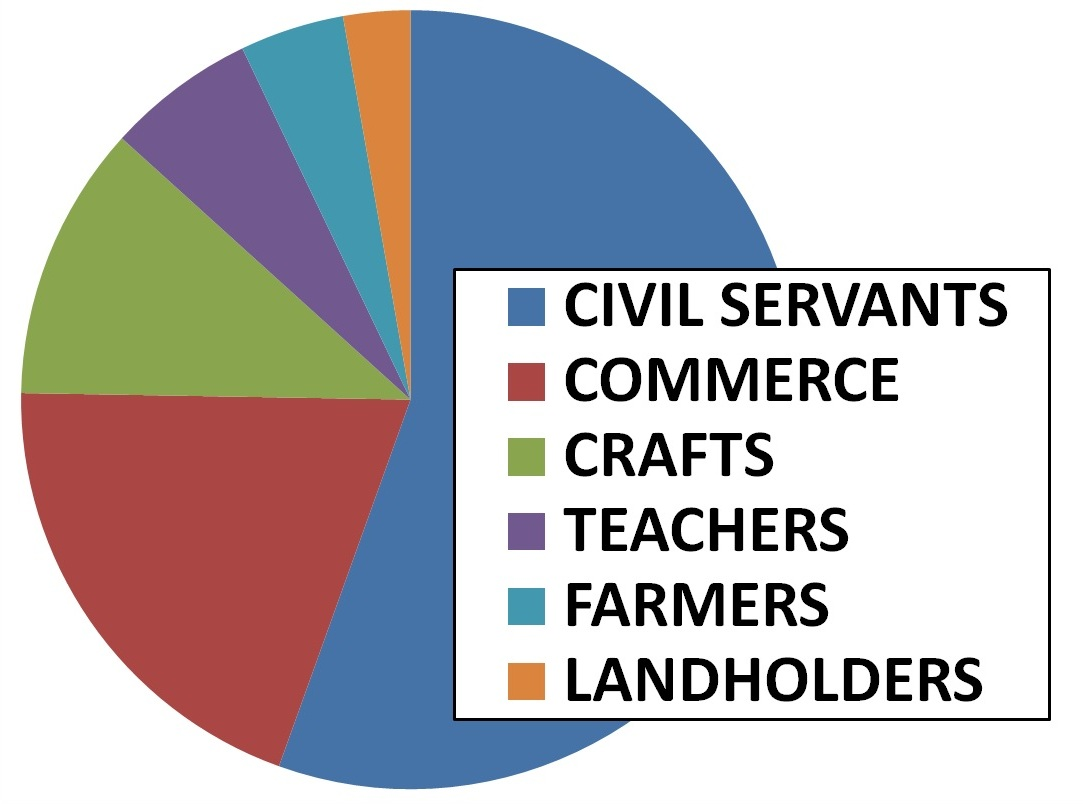
Nền tảng xã hội của sinh viên

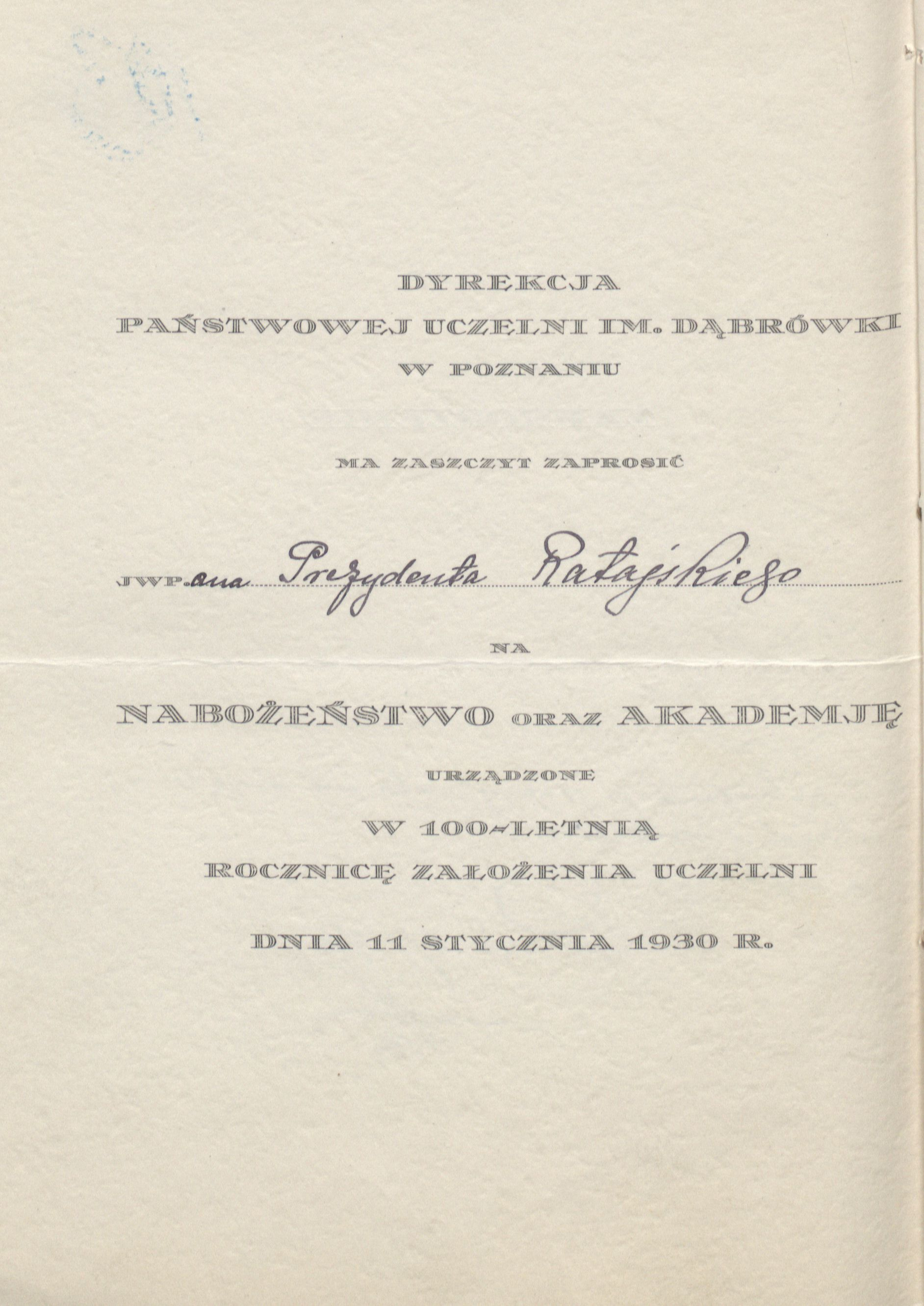
"trăm năm", 1930

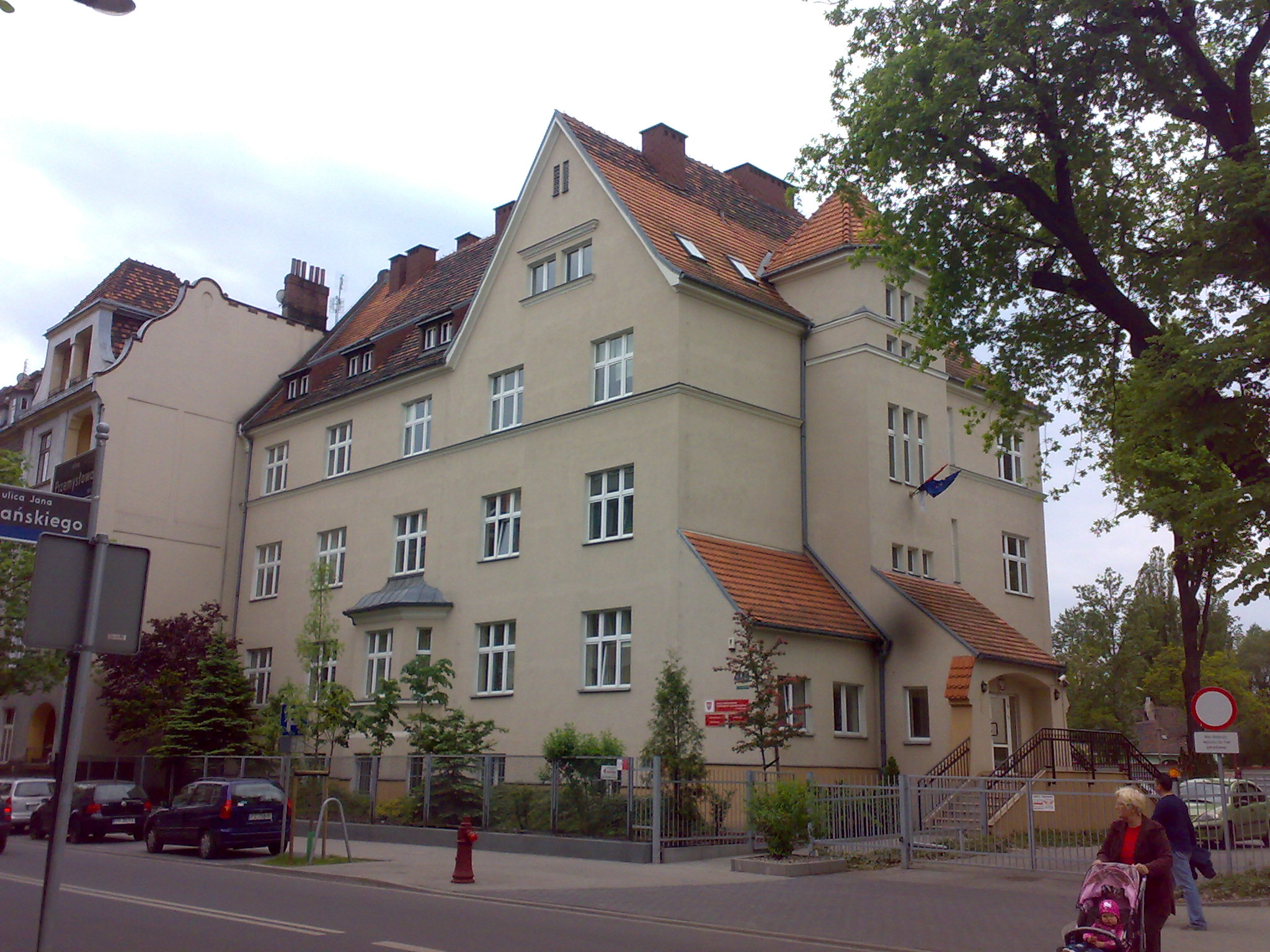
Cơ sở trường học năm 1945

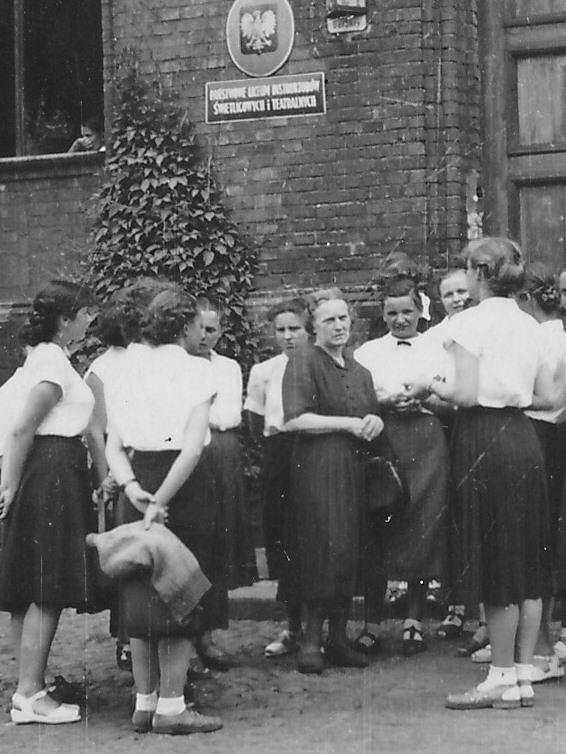
Những cô gái Dąbrówka, 1953

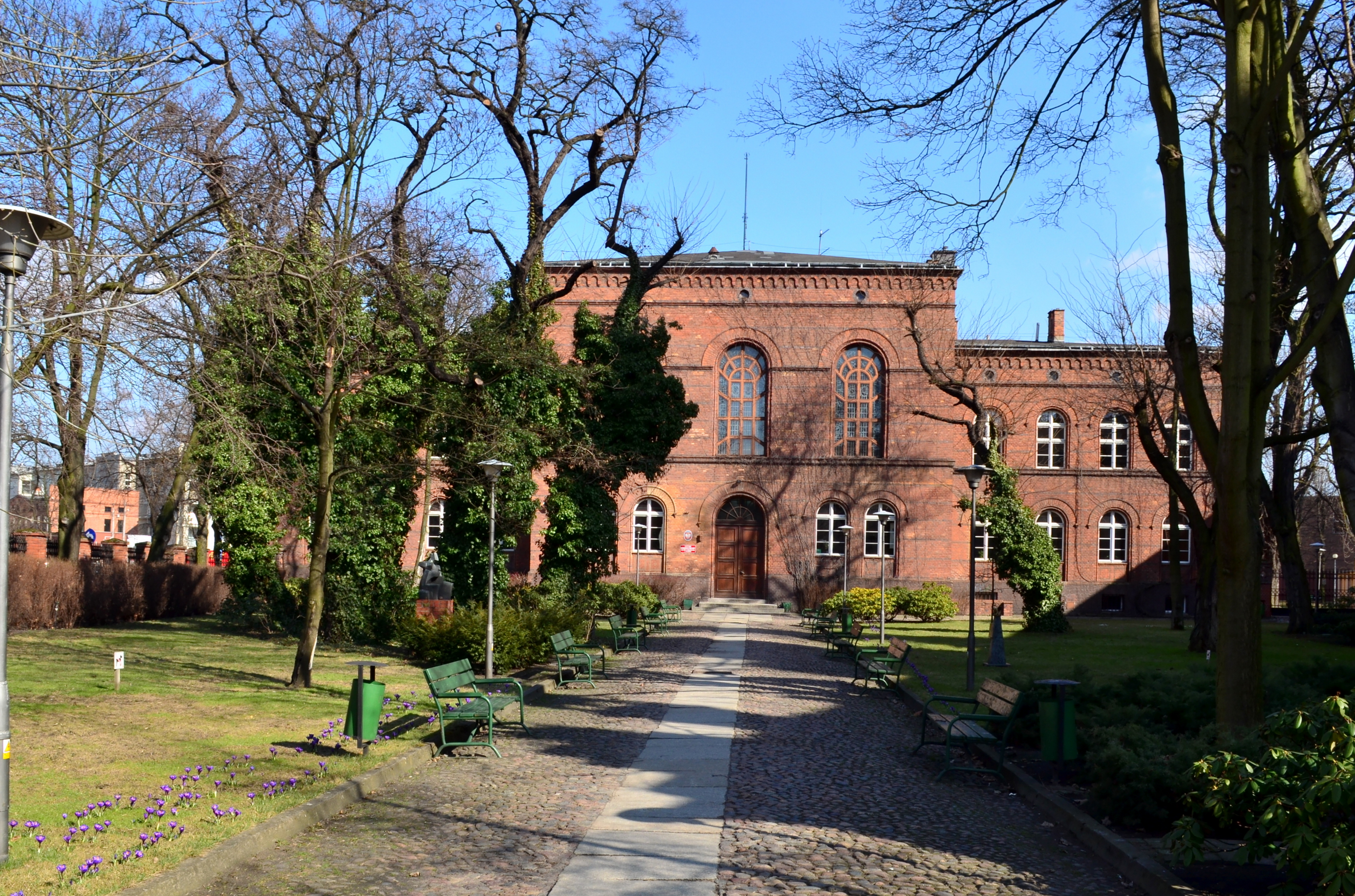
Cơ sở trường học 1948-1979

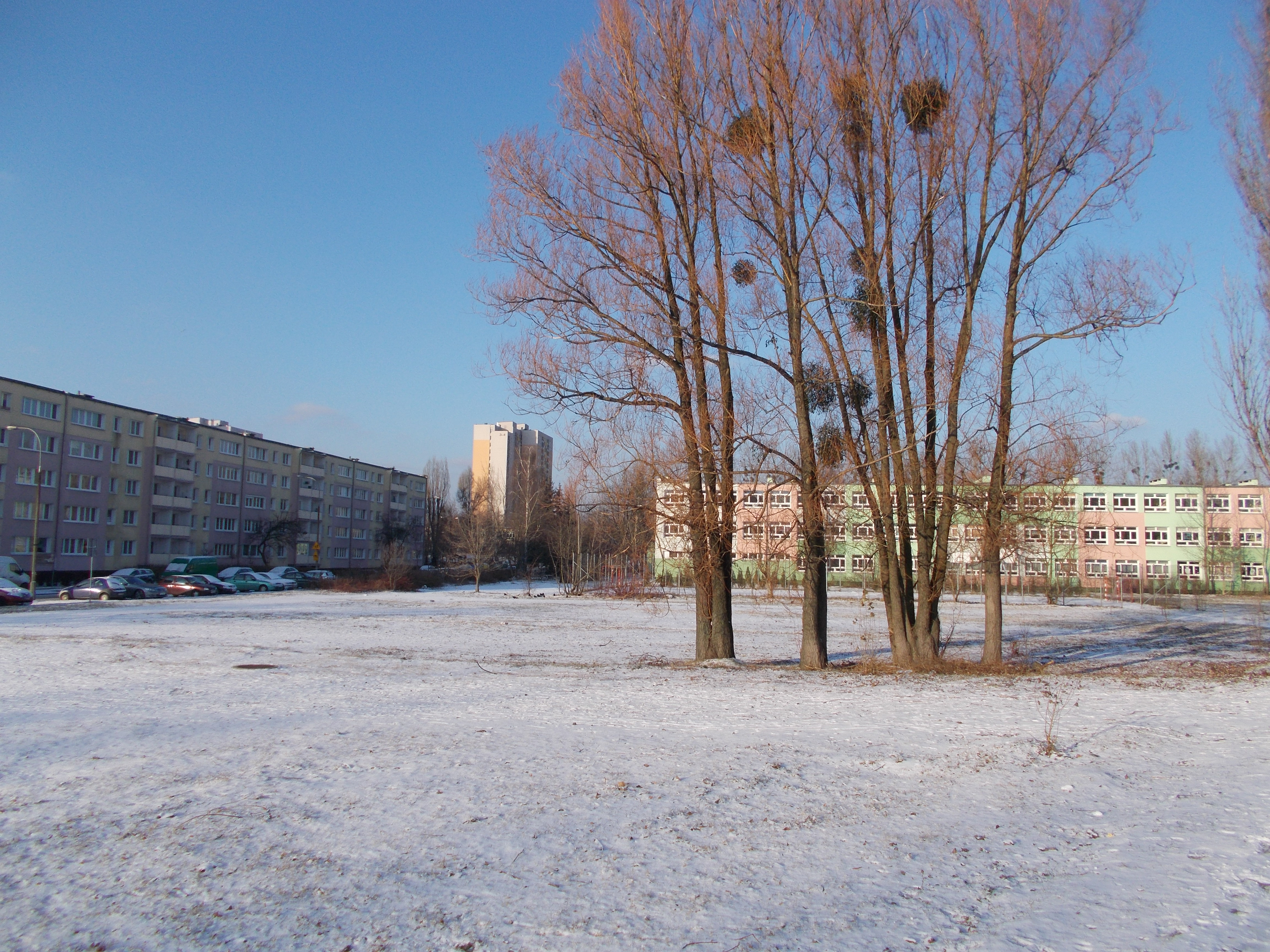
Rataje, nơi sẽ là cơ sở của trường

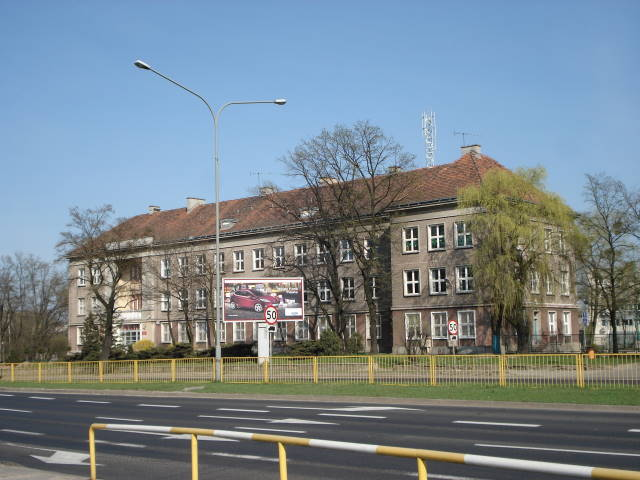
Cơ sở trường học từ năm 1979

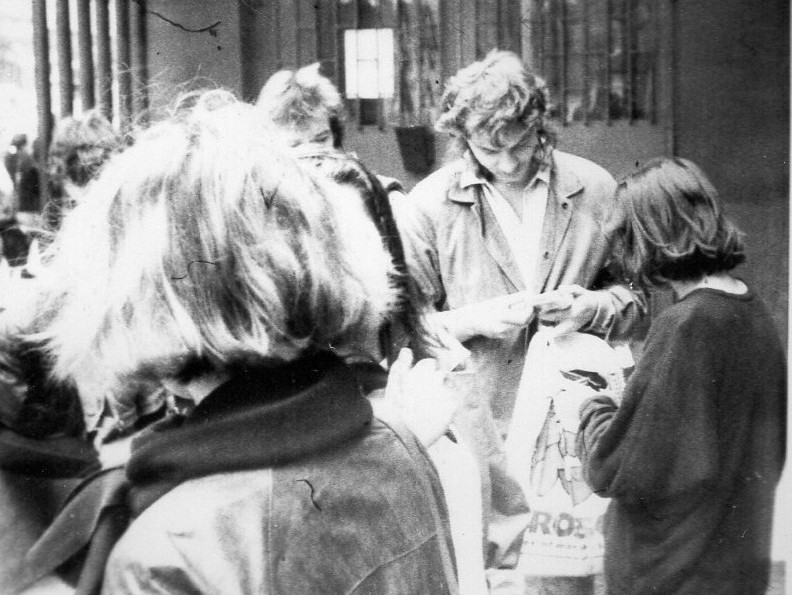
Thanh niên đại học Poznań, đầu thập niên 90

Jugend Debattiert

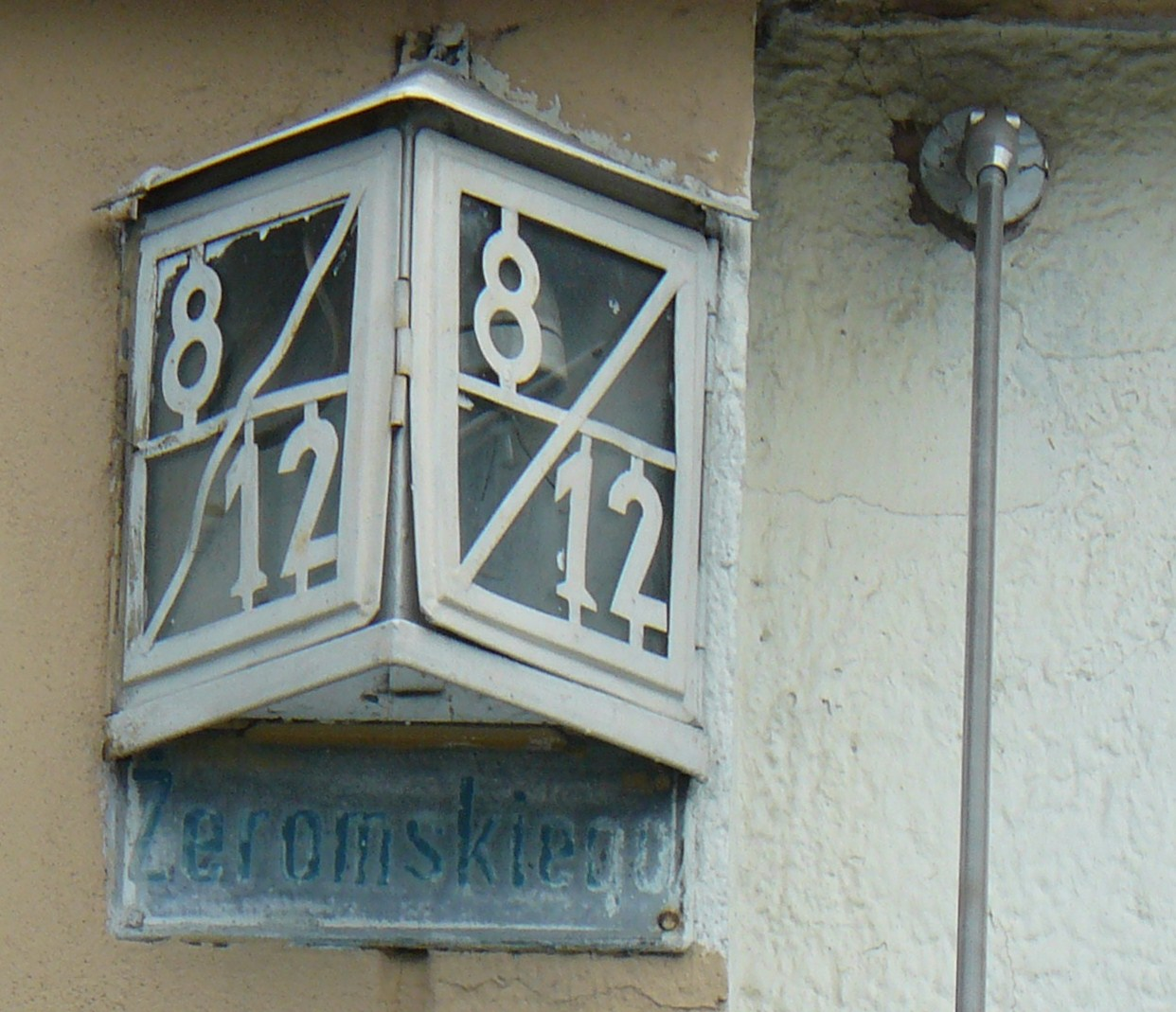

| Giáo viên giảng dạy lâu nhất |                        |              |                  |
| năm                          | Tên                    | môn học      | giai đoạn        |
| 44                           | Jadwiga Laskowska      | Sinh học     | 1962-2006        |
| 40                           | Irena Dropińska        | Ngoại ngữ    | 1919-39, 1945-65 |
| 36                           | Regina Framska         | Hóa học      | 1970-2006        |
| 36                           | Wiesława Heisig        | Toán         | 1971-2007        |
| 35                           | Kirtyna Brodowska      | Ngoại ngữ    | 1972-2007        |
| 34                           | Gabriela Kaźmierchot   | Âm nhạc      | 1929-39, 1945-69 |
| 31                           | Zdzisława Smuszkiewicz | Tiếng Ba Lan | 1962-1993        |
| 31                           | Stefania Pietruszanka  | Ngoại ngữ    | 1919-39, 1945-56 |
| 31                           | Barbara Rataszewska    | Vật lý       | 1919-39, 1945-56 |
| 30                           | Maria Paszkiewicz      | Tiếng Ba Lan | 1960-1990        |

## Hiện nay
Hiện nay Liceum Ogólnokształcące im. Dąbrówki ở Poznań hợp tác với Gimnazjum Dwujęzyczne im. Dąbrówki là một đơn vị chức năng phổ biến có tên Zespół Szkół Ogólnokształcących nr 10. Cả hai cơ sở, tách biệt về mặt pháp lý, được đặt trong cùng một tòa nhà ở quận Jeżyce tại phố Zpheromskiego 8/12; về mặt hoạt động và quản lý, họ được tích hợp, chia sẻ cùng một đạo luật, hội đồng sư phạm, hội đồng học sinh và hội đồng phụ huynh. Họ chính thức được quản lý bởi thành phố Poznań và được giám sát bởi hội đồng giáo dục khu vực; theo báo cáo tài chính năm 2016, tài sản của họ lên tới 4,63m đồng Ba Lan. Lyceum tiếp tục hoạt động như một trường học nuôi dưỡng truyền thống của người dân nơi đây và có niên đại lịch sử không phải từ năm 1919 mà từ năm 1830. 
| Hiệu trưởng |      |                       |
| từ          | đến  | Tên                   |
| 1919        | 1933 | Maria Swinarska       |
| 1933        | 1934 | Irena Lipska          |
| 1934        | 1939 | Cecylia Świderkówna   |
| 1945        | 1948 | Janina Kamińska       |
| 1948        | 1950 | Maria Iwanicka        |
| 1950        | 1962 | Irena Czajkowska      |
| 1962        | 1969 | Ludmiła Swinarska     |
| 1969        | 1991 | Zofia Dąbek           |
| 1991        | 2007 | Elżbieta Stryjakowska |
| 2007        |      | Paweł Kozłowski       |

## Ghi chú

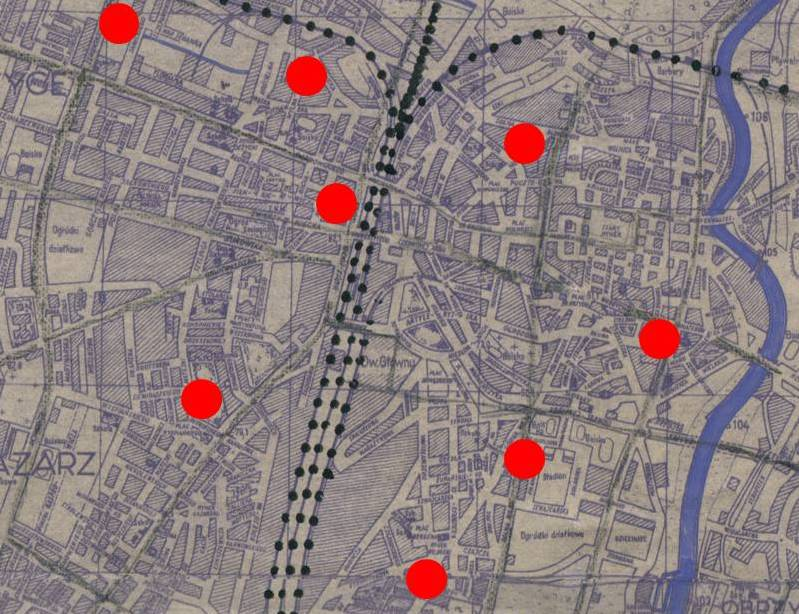
vị trí của các trang web Dąbrówka ở Poznań